# José Nunes Soares
José Nunes Soares (Belém do São Francisco, 18 de dezembro de 1950) é um advogado, empresário, pecuarista e político brasileiro.
Exerceu o cargo de prefeito de Euclides da Cunha no período 1989—1992. Em 2006, foi reeleito para seu quarto mandato como deputado estadual, em 2010 eleito deputado federal e reeleito em 2014. É filiado ao Partido Social Democrático.
Em 17 de abril de 2016, José Nunes votou contra a abertura do processo de impeachment de Dilma Rousseff.
Em abril de 2017 votou contra a Reforma Trabalhista. Em agosto de 2017 votou a favor do processo em que se pedia abertura de investigação do então Presidente Michel Temer.  Em 2018 foi reeleito para seu terceiro mandato. Em 2022 não saiu candidato, lançando seu filho Gabriel Nunes, que foi eleito.
José Nunes é sócio fundador da Rádio Euclides da Cunha FM, uma emissora de rádio sediada na cidade de Euclides da Cunha, Bahia. Ele fundou a emissora juntamente com o seu amigo Ranulfo de Abreu Campos em janeiro de 1986.

## Desempenho em eleições
| Ano  | Eleição                        | Coligação                       | Partido | Candidato a       | Votos         | Votos em Euclides da Cunha | Resultado |
| ---- | ------------------------------ | ------------------------------- | ------- | ----------------- | ------------- | -------------------------- | --------- |
| 1988 | Municipal de Euclides da Cunha |                                 | PFL     | Prefeito          | —             | 9.745 (1º)                 | Eleito    |
| 1994 | Estadual da Bahia              |                                 | PFL     | Deputado Estadual | 32.110 (10º)  | 3.745 (1º)                 | Eleito    |
| 1998 | Estadual da Bahia              | PL, PFL                         | PFL     | Deputado Estadual | 41.652        | 8.681 (1º)                 | Eleito    |
| 2002 | Estadual da Bahia              | PFL, PTB                        | PFL     | Deputado Estadual | 57.236        | 9.920 (1º)                 | Eleito    |
| 2006 | Estadual da Bahia              | PFL, PP, PL                     | PFL     | Deputado Estadual | 63.192 (12º)  | 11.204 (1º)                | Eleito    |
| 2010 | Estadual da Bahia              |                                 | DEM     | Deputado Federal  | 70.483 (28°)  | 10.573 (1º)                | Eleito    |
| 2014 | Estadual da Bahia              | PP, PDT, PT, PTB, PR, PSD,PCdoB | PSD     | Deputado Federal  | 105.776 (22°) | 12.915 (1º)                | Eleito    |
| 2018 | Estadual da Bahia              | PT, PP, PSB, PSD, PR, PODE      | PSD     | Deputado Federal  | 99.535 (25º)  | 12.079 (1º)                | Eleito    |